# Galileo Emendabili

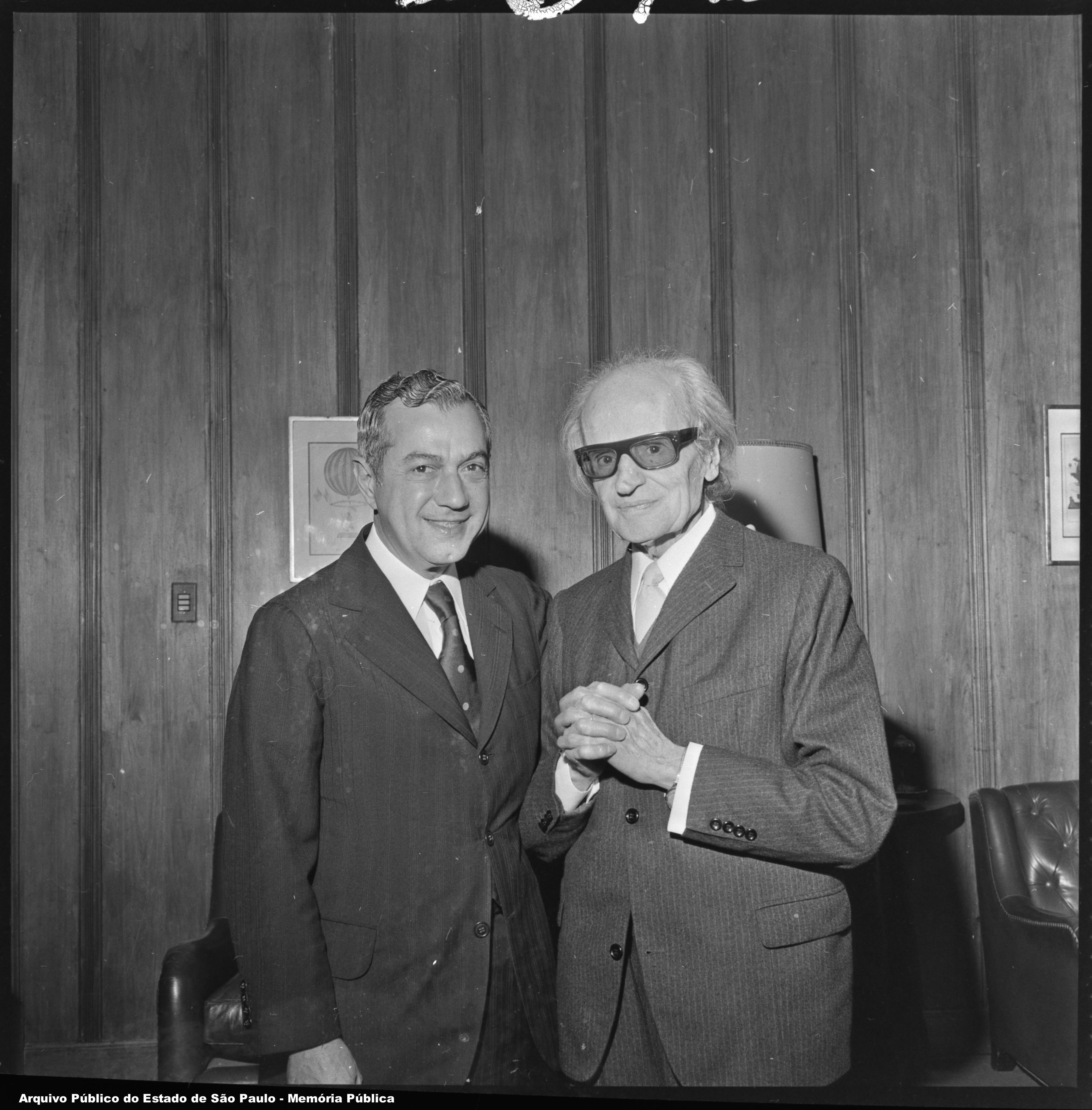
O governador Laudo Natel recebe o escultor Galileo Emendabili durante visita ao Palácio dos Bandeirantes, 1973.
Arquivo Público do Estado de São Paulo

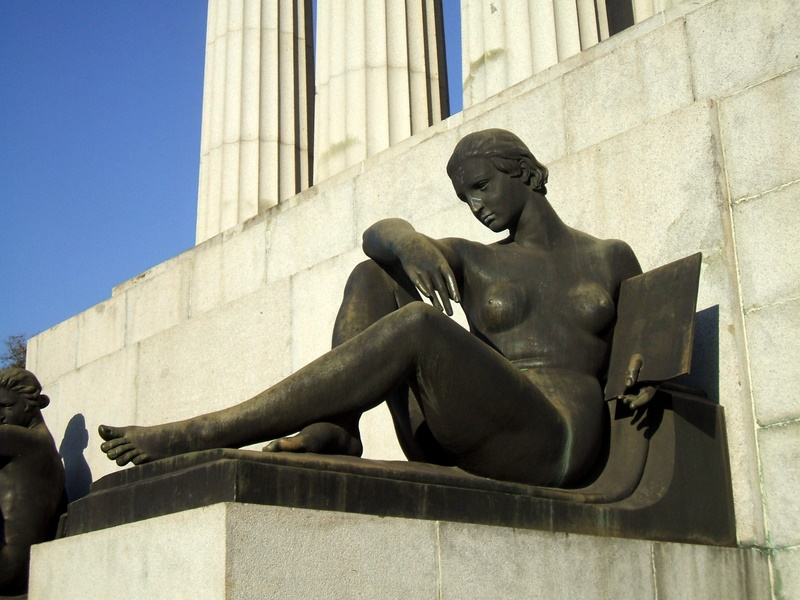
Alegoria da Pintura no Monumento a Ramos de Azevedo

Galileo Ugo Emendabili (Ancona, 8 de maio de 1898 - São Paulo, 14 de janeiro de 1974) foi um escultor ítalo-brasileiro responsável pela criação de diversas esculturas funerárias e de célebres monumentos artísticos na cidade de São Paulo, como o Obelisco Mausoléu dos Heróis de 32 (1970), o Monumento a Luiz Pereira Barreto (1929) e o Monumento a Ramos de Azevedo (1934). Nascido e criado nas regiões de Ancona, Urbino e Genova, na Itália, Emendabili se mudou para São Paulo, Brasil com 25 anos de idade e residiu na capital até o fim da vida.

## Infância na Itália

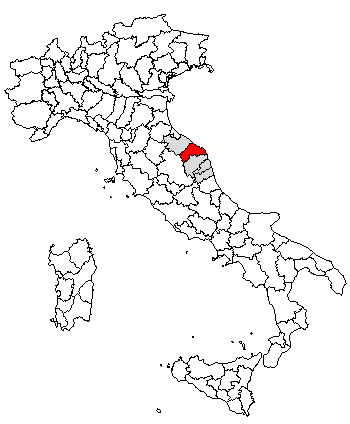
Posição de Ancona na Itália

Filho de Ludovico Emendabili, que era artesão moveleiro, e de Enrica Angioletti, Galileo Emendabili nasceu em 1898 na comuna de Ancona, na Itália. Parte de uma família numerosa de dez filhos, já aos oito anos de idade Galileo virou aprendiz de entalhador de móveis no atelier de Augusto Clementi, um ebanista  (marceneiro especializado em Ébano), surdo-mudo, de grande relevância na Itália. Por meio deste contato com o mestre surdo-mudo e com os demais aprendizes do atelier, Emendabili começa a dominar a linguagem gestual, que foi essencial para a comunicação dentro do atelier. Em 1908, Galileo ajuda o pai com o trabalho produzindo móveis artesanais na fábrica do progenitor.
Um dos primeiros incentivos que Galileo teve para ingressar no ofício de escultor foi em 1909 através de Don Enrico Ruschioni, Capelão da Igreja do Santíssimo Sacramento. Ao ver o jovem esboçando uma Nossa Senhora sobre um fragmento de pedra lavrada com cacos de tijolos e cerâmicas, o capelão recomendou que Emendabili estudasse Belas Artes, o que de fato aconteceu 6 anos depois.

## Estudos na Real Academia de Belas Artes deUrbino
Ingressando no Curso Superior de Escultura na Real Academia de Belas Artes de Urbino, Emendabili matricula-se para a turma de 1915 especializando-se em escultura. Por conta do início da Primeira Guerra Mundial, a classe que havia começado com 52 alunos em 1915, em 1918 apenas tinha 32 alunos. Durante os seus anos de estudo, Emendabili dividiu o aluguel de um quarto com o colega Urbano Polverini, além de ter que fazer suas refeições diárias com apenas 75 centavos cada. Com o colega de quarto, em 1916 Emendabili abriu seu primeiro atelier artístico no Palazzo Passerini, no Corso Vittorio Emanuele II.
Sendo destaque entre os colegas de turma, em 1918 Emendabili recebeu pela banca examinadora do Real Instituto de Belas Artes uma bolsa de estudos artísticos para financiar as viagens que ele faria pelo eixo Urbino - Roma. Junto ao Ministério da Instrução Pública, Emendabili foi nomeado para receber a bolsa por unanimidade, o que o possibilitou entrar em contato com obras de grandes nomes da escultura como Ivan Mestrovic e Adolfo Wildt, além de conseguir visitar com frequência o escultor Arturo Dazzi, que possuía um atelier em Roma.
Ganhando notoriedade na seara da escultura na Itália, Emendabili passa a assinar, ainda em 1918, a revista artística conservadora Valori Plastici, fundada por Mario Broglio no mesmo ano. Emendabili também assinava em 1918 outra revista que exaltava o retorno aos conceitos clássicos da arte: chamada Architettura e Arti Figurative, o periódico tinha como diretor Gustavo Gianoni e Marcelo Piacentini, que mais tarde seria nomeado como arquiteto do regime fascista de Benito Mussolini. Foi por meio da contribuição na Architettura e Arti Figurative que Emendabili aprofundou contato com o expressionismo de Adolfo Wildt.
Depois de 5 anos estudando na Real Academia de Belas Artes, Emendabili gradua-se com distinção em Escultura no ano de 1919.

## Início da carreira e primeiras obras
Depois de ter graduado em Escultura, Emendabili abre, em 1919, o seu segundo atelier italiano na Via Barilari, em Ancona, no mesmo quarteirão em que seu pai Ludovico Emendabili havia transferido a fábrica de móveis que possuía. Lá, Emendabili esculpe Busto femminile. Em 1920, o escultor abre o seu terceiro atelier na Itália, na Via Stagni, em Ancona, onde ele entalha a escultura o Porta-Bandeira de Combate do Real Explorador Ancona, que mais tarde foi exposta no Museo Sacrario della Marina al Vittoriano, em Roma.
Em 1921, Galileo Emendabili esculpe o busto a Giuseppe Mazzini, político revolucionário responsável pela unificação italiana, sediado na Residenza Municipale; a sede do Governo Municipal de Ancona. Sua primeira exposição artística, a Esposizione Regionale D'Arte, foi feita em conjunto com outros artistas, como Urbano Polverini, Filandro Castellani e Vittorio Morelli. Aclamada pela crítica italiana de arte, a exposição foi considerada por Luigi Serra da revista Emporium como revolucionária e capaz de romper com a "monotonia de uma homogeneidade meticulosamente lapidada, de agrupamentos metódicos".
Em 1921 Emendabili foi escolhido para esculpir a obra Libertà, um monumento em homenagem ao republicano Giuseppe Meloni, jovem que fora emboscado e assassinado por guardas do fascismo italiano. A escultura memoriral, que mescla traços do art déco e do expressionismo, foi erigida no cemitério Tavernelle no túmulo de Giuseppe Meloni. Entretanto, a construção da obra apenas acentuou a oposição de Emendabili ao fascismo italiano, tornando-o oficialmente um intelectual de oposição pelo regime de Mussolini.
Em 1923, Galileo Emendabili casa-se com Malvina Manfrini, com quem permaneceu casado até o fim da vida. Galileo e Malvina tiveram dois filho, Plínio e Fiammetta.
Para fugir do governo fascista de Mussolini, em junho de 1923 Emendabili parte de Genova a navio com a esposa para Buenos Aires. Durante a viagem a bordo, Emendabili é avisado pelo comandante de que estão tramando o assassinato do escultor a bordo, por conta de sua oposição ao regime político italiano vigente. Por isso, Emendabili decide mudar de destino e desembarca com a esposa no Porto de Santos, em São Paulo, no dia 3 de julho de 1923. De lá, parte para São Paulo, cidade que já sediava grande comunidade italiana. Em São Paulo, Emendabili reside até a morte.

## De Urbino para São Paulo
Galileo Emendabili inicia sua trajetória artística no Brasil na cidade de São Paulo, no ano de 1923. Começa trabalhando como vendedor de tintas, mas, no mesmo ano, consegue seu primeiro ofício artístico no novo país, remontando ao primeiro trabalho que teve em Ancona: entalhador. A direção do Liceu de Artes e Ofícios de São Paulo contratou Emendabili prontamente quando viu um esboço que ele fizera com primazia em um recorte de papel. No mesmo ano, Emendabili esculpe sua primeira obra fora da Itália, a Maternidade Eslava, que atualmente está na coleção de Emanuel Araújo.

Em 1924, Emendabili abre seu primeiro atelier artístico em São Paulo, na Rua das Flores, que hoje é a Praça Clóvis Bevilaqua. É neste estúdio que Emendabili planeja o memorial Sons Celestiais para o túmulo da família Borin Refinetti Rappa, obra consoante com a arquitetura do art-déco que está no Cemitério Araçá. Constituído por duas figuras femininas com liras e um pranteador no centro, o memorial foi uma de suas primeiras esculturas feitas em São Paulo, e marca o início da trajetória de arte funerária de Emendabili em São Paulo. 

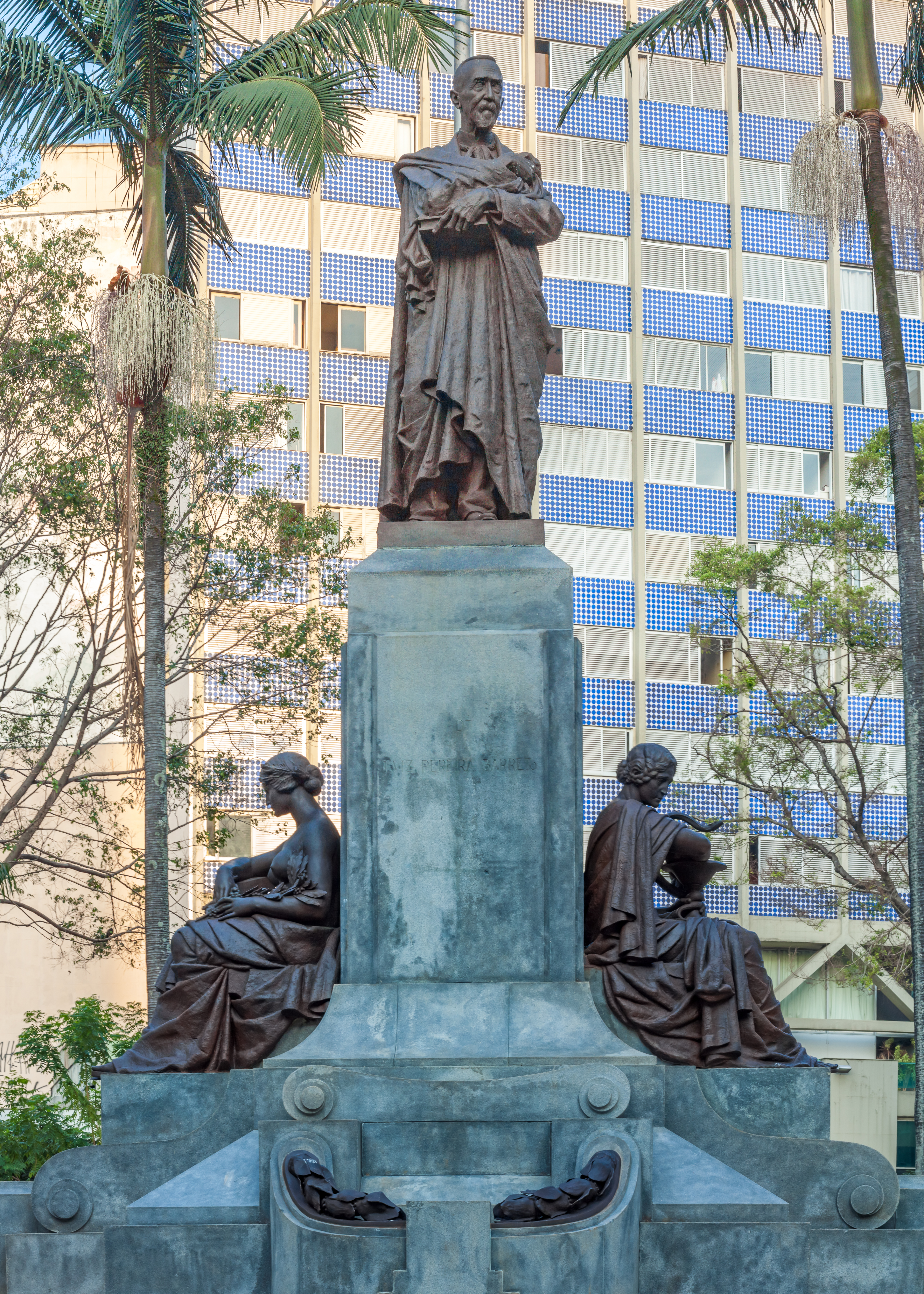
Monumento a Luiz Pereira Barreto - Praça Marechal Deodoro, 2015

Como reflete Silvana Brunelli Zimmerman, estudiosa do escultorː
| “ | O túmulo da família Borin, denominado de Sons Celestiais, apresenta duas musas quase idênticas, com seus atributos específicos – as liras – talvez uma possível correlação com a vida do morto. Emendabili, nessas figuras, apesar das longas túnicas e do tratamento meticuloso dedicado às dobras do planejamento, que realçam as partes dos corpos femininos, optou por uma iconografia “atualizada”, devido a ausência da tradicional coroa de flores ou mesmo de louros. | ” |

Em 1925, Emendabili ganha seu primeiro concurso artístico, obtendo o primeiro lugar no prêmio Concurso Internacional para o Monumento a Luiz Pereira Barreto, cientista e cafeicultor.

### Monumento a Luiz Pereira Barreto

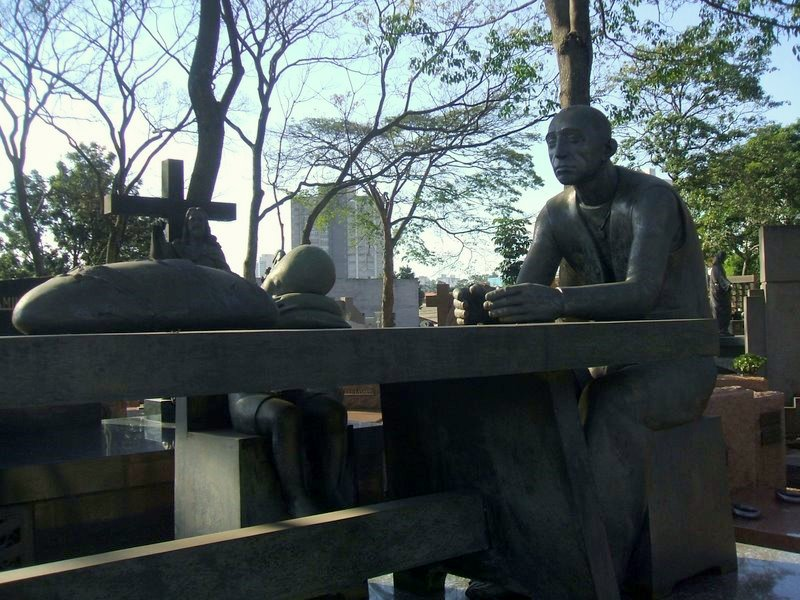
Ausência (Túmulo do Pão) - Cemitério São Paulo, 2008

Vencedor do edital público para a construção do monumento realizado pela Sociedade de Medicina e Cirurgia de São Paulo, Emendabili começou a criar o monumento em 1925 e espantou-se com o rigor academicista que a comissão avaliadora da escultura impunha para a realização da obra. Entretanto, Emendabili conseguiu produzir o monumento com liberdade estética (vista a partir das representações femininas nas laterais da obra) ao mesmo tempo que seguia com as orientações do edital. Finalizado em 1928 por Emendabili em seu próprio atelier na Rua das Flores, em fevereiro de 1929 o monumento foi instalado com o aval da Prefeitura de São Paulo na Praça Marechal Deodoro, que na época não contava com nenhuma outra obra artística. No dia 3 de maio de 1929, o Monumento a Luiz Pereira Barreto foi inaugurado, mas Emendabili não compareceu à solenidade. Em 2000, a obra foi restaurada dentro do projeto de revitalização da Praça Marechal Deodoro.

## A arte funerária de Galileo Emendabili
Ao longo de sua vida, Galileo Emendabili planejou e construiu diversas esculturas funerárias; obras destinadas para homenagear túmulos de famílias em cemitérios. A partir das esculturas que fez, Emendabili se tornou um dos principais expoentes da arte funerária em São Paulo, sendo possível encontrar obras suas em muitos cemitérios da capital, como o Cemitério da Consolação e o do Araçá.
Foi exatamente a partir de suas esculturas funerárias que Emendabili começou a ganhar destaque no meio artístico paulistano. Por conta da revalorização dos ideais clássicos da arte presente em suas obras, a estatuária emendabiliana trouxe à São Paulo, que já estava sendo influenciada pela arte moderna, traços da arte italiana clássica. Com isso, Emendabili ganhou destaque e renome entre os artistas mais conservadores.

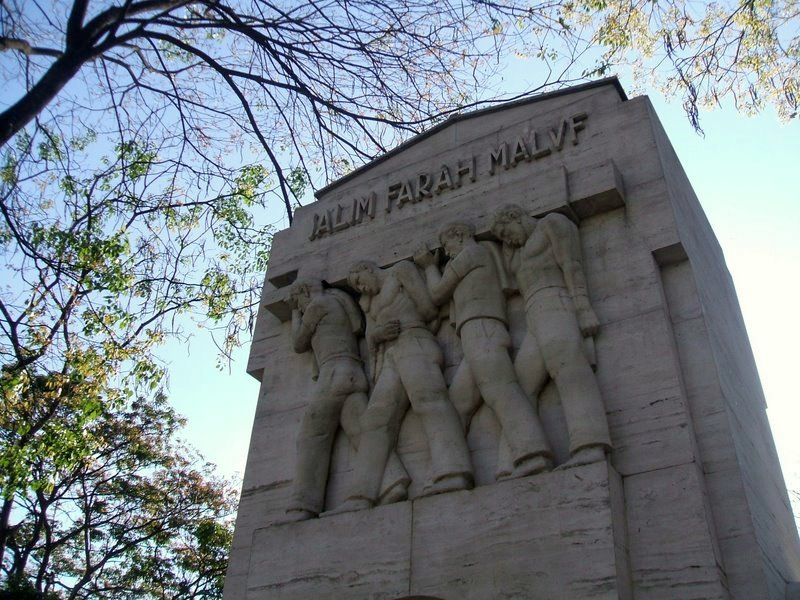
Túmulo de Salim Farah Maluf - Cemitério da Consolação, 2008

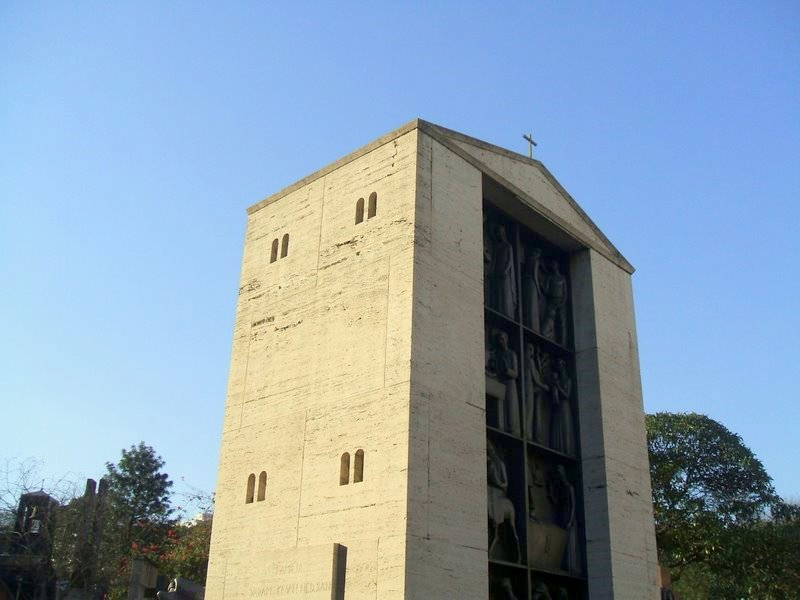
Mausoléu Família Varam Keutenedjian - Cemitério São Paulo, 2008

Veja a seguir quais são as principais esculturas funerárias esculpidas por Galileo Emendabili em São Pauloː
| Título do memorial                  | Ano de construção | Local                   | Família homenageada        |
| ----------------------------------- | ----------------- | ----------------------- | -------------------------- |
| Sons Celestiais                     | 1925              | Cemitério do Araçá      | Borin Refinetti Rappa      |
| Oferenda                            | 1925              | Cemitério São Paulo     | Família Bertolucci         |
| Pietà, em bronze                    | 1930              | Cemitério da Consolação | Família Ferreira           |
| Cristo Bom Pastor                   | 1926              | Cemitério Municipal     | Família Sales Gomes        |
| Angelus                             | 1933              | Cemitério do Brás       | Família Bento Ferraz       |
| Busca Eterna                        | 1936              | Cemitério São Paulo     | Família Parello            |
| Subida do Gólgota                   | 1938              | Cemitério da Consolação | Família José Giorgi        |
| Pietà                               | 1938              | Cemitério da Consolação | Família Guilherme Giorgi   |
| Ausência (Túmulo do Pão)            | 1944              | Cemitério São Paulo     | Família Forte              |
| Paternità                           | 1948              | Cemitério da Consolação | Família Mencarini          |
| Mausoléu Família Varam Keutenedjian | 1948              | Cemitério São Paulo     | Família Varam Keutenedjian |
| O Adeus                             | 1953              | Cemitério da Consolação | Família Santos Azevedo     |
| Maternidade                         | 1955              | Cemitério do Araçá      | Família Vida Maud Asherman |
| A Descida da Cruz                   | 1970              | Cemitério da Consolação | Família Raia               |
| Túmulo de Salim Farah Maluf         | indeterminado     | Cemitério da Consolação | Família Sarim Farah Maluf  |

Mário de Andrade, artista modernista brasileiro, foi um grande admirador de Emendabili, tecendo a ele diversos elogios. Durante uma visita ao segundo atelier de Emendabili, na rua Bela Cintra, Mário de Andrade se deparou com Cristo Bom Pastor, que atualmente está no Cemitério Municipal, em Tatuí. Admirado pela obra, em 1942 ele comentaː

## Monumento a Ramos de Azevedo

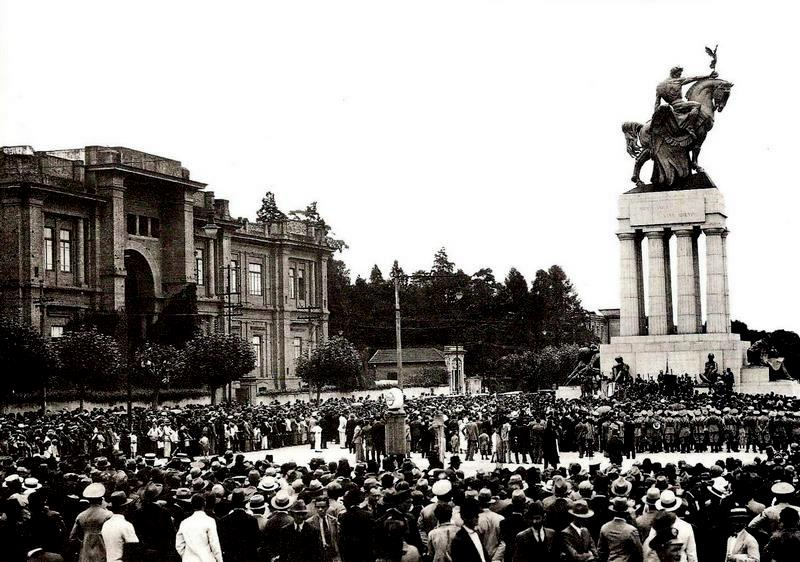
Monumento a Ramos de Azevedo - inauguração na Av. Tiradentes, 1934

Já em seu segundo atelier na Rua Bela Cintra, em 1929 Emendabili se inscreve no concurso internacional para o monumento em homenagem a Ramos de Azevedo, célebre arquiteto paulistano que foi autor de diversos edifícios públicos e privados em São Paulo. Vencedor do concurso, em 1929 Emendabili já começa o trabalho para o monumento, esculpindo a figuração de toda a obra, que possui sete figuras acopladas à peça principal, diretamente no gesso e depois em granito Itaquera e bronze. Até 1933, o escultor consegue fundir e montar todas as partes do Monumento a Ramos de Azevedo, resultando em uma obra com 22 toneladas e 25 metros de altura. Na época, São Paulo não possuía esculturas dessa dimensão, o que causou espanto e admiração dos paulistanos.

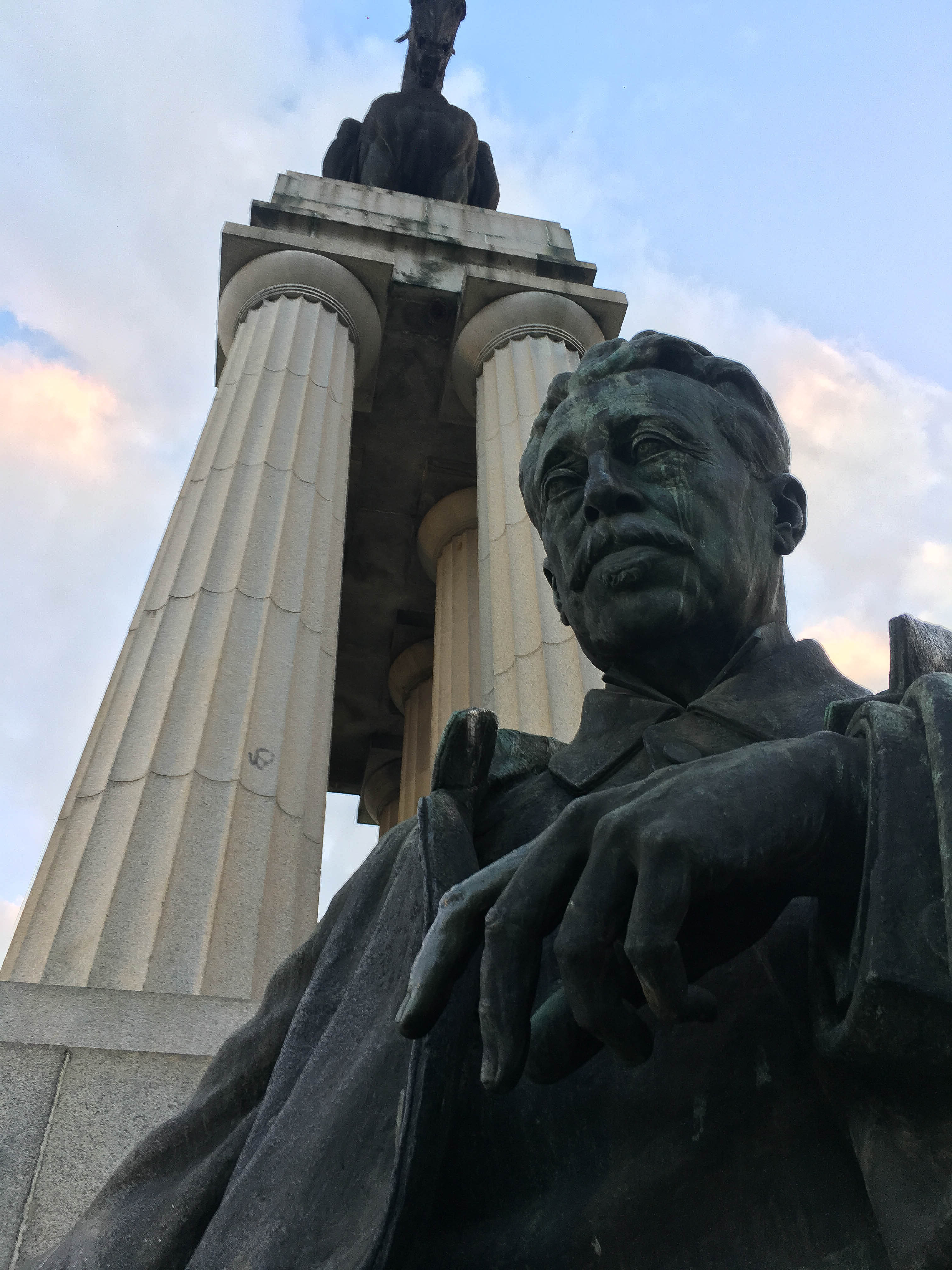
Detalhe de Ramos de Azevedo no monumento - Escola Politécnica, 2017

Inaugurada em 25 de janeiro de 1934 (aniversário da cidade de São Paulo), o Monumento a Ramos de Azevedo teve como primeira localização a Avenida Tiradentes, em frente ao que hoje é o museu da Pinacoteca. O local fora escolhido pois, na época, a Pinacoteca era a sede do Liceu de Artes e Ofícios, do qual Ramos de Azevedo havia sido diretor. Entretanto, em 1967 o monumento foi retirado da Avenida Tiradentes devido às obras da linha norte-sul do metrô e do alargamento da avenida.
Foi apenas em 1972, 5 anos após o desmontamento do monumento, que a Prefeitura de São Paulo decidiu que ele seria constituído na Cidade Universitária Armando de Salles Oliveira, na USP. Em 1975, a escultura foi montada próxima à Escola Politécnica, edifício cujo um dos criadores foi o próprio Ramos de Azevedo. Sobre o processo de criação da figura de Ramos de Azevedo na escultura, Emendabili escreveu em 1929:
| “ | Na estátua, procurei e creio ter conseguido reproduzir, da maneira mais realística possível, sem esquecer, porém, os preceitos da arte sã, a figura típica e majestosa do arquiteto máximo de São Paulo; a cabeça é o seu retrato representado de maneira vigorosa, e a sua postura é, praticamente, a mesma que o Ilustre Construtor adotava normalmente nos dias de sua vida, seja na intimidade, em conversação amigável com pessoas gradas, seja em seu gabinete de trabalho, ou em suas construções, ao analisar a construção que se ia dando aos seus planos grandiosos. | ” |

## Obelisco Mausoléu aos Heróis de 32
Em 1934, pouco após o fim da Revolução Constitucionalista de 1932, Galileo Emendabili participa do concurso internacional para erigir o Mausoléu aos Heróis Constitucionalistas e recebe o prêmio de primeiro lugar com a maquete "32" e até mesmo o segundo lugar com a maquete "Constituição".

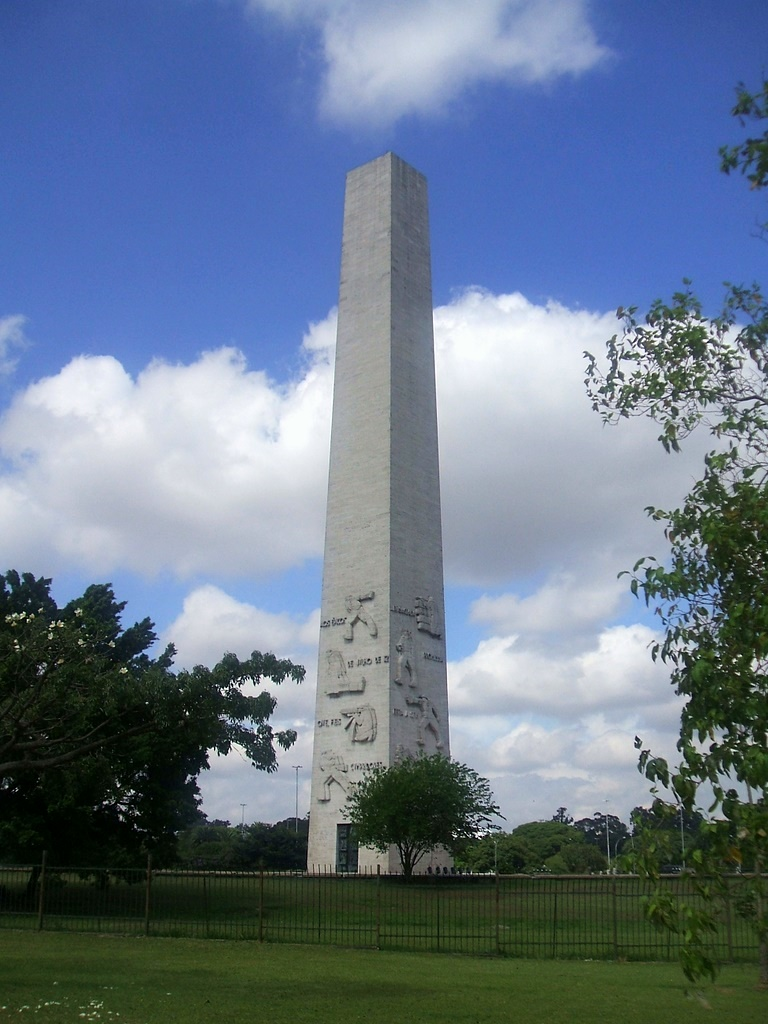
Obelisco Mausoléu aos Heróis de 32 - Parque do Ibirapuera, 2009

Mesmo que Emendabili tenha ganhado o concurso no ano de 1934, a pedra fundamental do Obelisco só foi lançada em 1949. O atraso de 15 anos para o início da construção se deve principalmente ao governo de Vargas, que não era favorável à homenagem aos constitucionalistas. Mas é apenas em 1951 que o contrato de produção do Mausoléu é assinado, o que requereu uma aceleração no ritmo da construção do monumento para ele participar dos festejos do IV Centenário.
Com execução confiada ao engenheiro alemão radicado no Brasil, Ulrich Edler, o local escolhido para o Mausoléu Obelisco foi na área do Parque do Ibirapuera - perto da Avenida Pedro Álvares Cabral - no bairro da Vila Mariana, Centro-Sul da cidade de São Paulo. O obelisco é parcialmente inaugurado em 1958, no dia 9 de julho, por conta da data comemorativa à Revolução Constitucionalista, mas a inauguração total do monumento acontece apenas em 1970.
Sobre a responsabilidade de construir um monumento desta relevância e sobre a relação que tinha com São Paulo, Emendabili comenta ao jornal Última Hora em 7 de julho de 1958ː
| “ | Quando cheguei ao Brasil, integrei-me completamente na vida brasileira. Nada tinha a não ser minha esposa e eu mesmo. Nove anos após minha chegada estourou a Revolução Constitucionalista. Pode parecer estranho que um italiano tenha sentido tão profundamente este movimento tipicamente brasileiro. Mas em nove anos, aprendi a querer bem o Brasil e particularmente São Paulo. Em virtude desse amor é que aderi com todo entusiasmo à Revolução. E foi ainda por amor à causa paulista, por ter compreendido a santa finalidade da revolução que procurei lembrar para sempre os feitos dos soldados de São Paulo nesse movimento. | ” |

### Estrutura do Obelisco

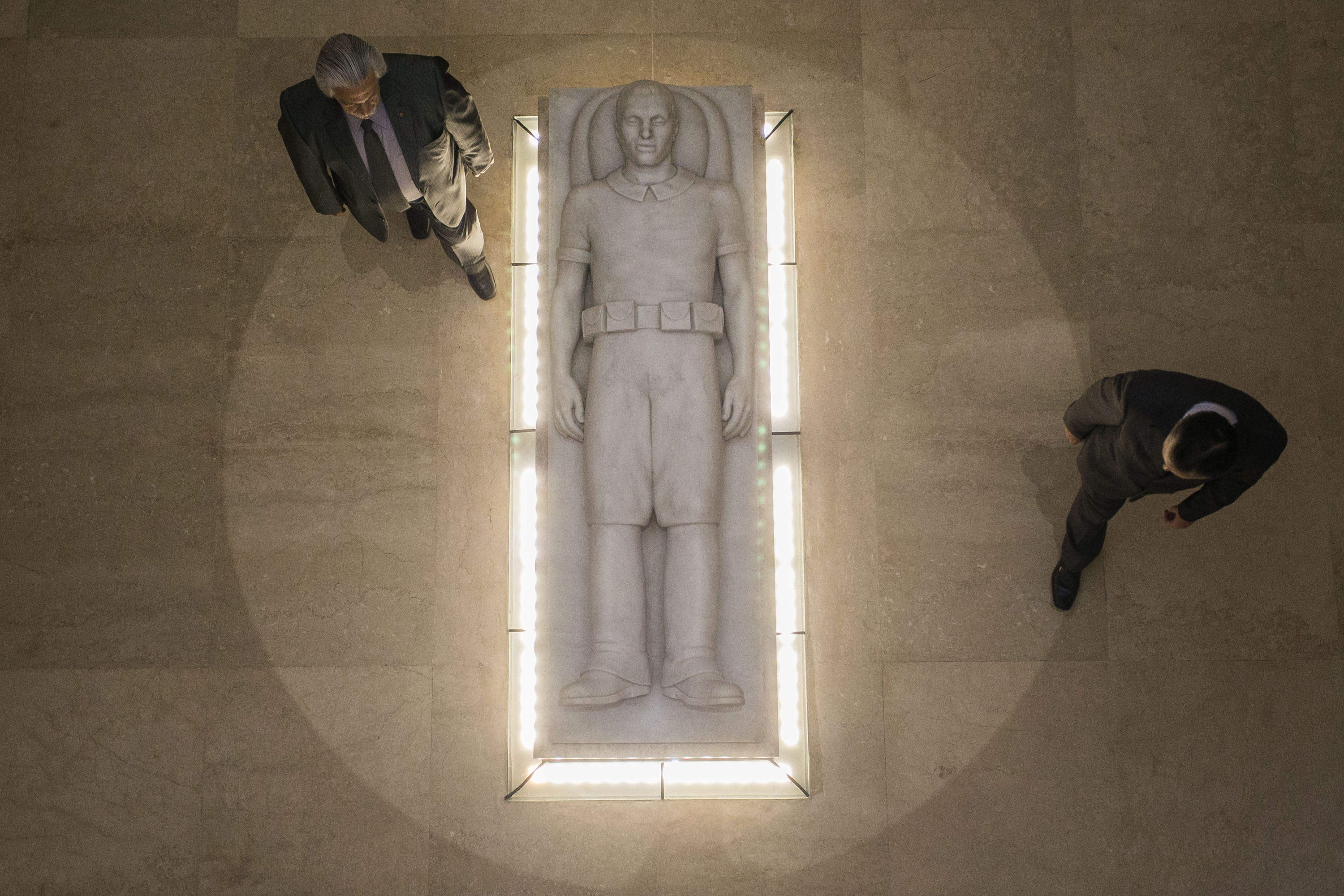
Estátua do soldado constitucionalista - Obelisco de São Paulo, 2014

Planejado em conjunto por Emendabili e Ulrich Elder, o Mausoléu é feito de mármore interino e constituído por um obelisco oco de 72 metros de altura. No terço inferior da estrutura foram dispostos quatro grandes relevos em cada uma das quatro faces, esculpidos por Emendabili para representar os quatro constitucionalistas homenageados: Martins, Miragaia, Dráusio e Camargo. Três portas de bronze dão acesso à parte interna do monumento, que tem formato de cruz. Exatamente no centro do interior do Obelisco está a estátua do soldado constitucionalista, esculpida em mármore por Emendabili.
Por ser um mausoléu, o Monumento aos Heróis de 32 abriga os restos mortais dos combatentes que morreram durante a Revolução Constitucionalista em ossários, além de acolher também os túmulos do orador Ibrahim Nobre e do poeta Guilherme de Almeida. Paulo Emendabili Carvalhosa, neto de Galileo Emendabili, diz que o monumento está permeado com uma simbologia representada pelo número 9, data principal da revolução. Pensado intencionalmente pelo escultor, é possível encontrar o número 9 em diferentes aspectos do Obelisco: são 9 degraus até a cripta do monumento; a altura da base do Obelisco até o topo é de 72 metros (7+9=12); e a distância da cripta até o topo é 81 metros (8+1=9, 9 ao quadrado é 81).
Fechado em 2002 para restauração, o Obelisco de São Paulo só foi aberto novamente em 2014, após restauro de mais de R$10 milhões. O Obelisco é tombado pelo CONDEPHAAT e pelo Conpresp.

## Condecorações e fim da vida
Durante e após a construção do Obelisco de São Paulo, Emendabili continuou se dedicando a célebres projetos de escultura, para nomear algumas: Fundadores de São Bernardo do Campo – João Ramalho e Bartira, Adão e Eva - Troca de Corações, Meditação, Amerigo Vespucci e Cristo Triunfante na Cruz. Por conta de sua enorme contribuição artística ao estado de São Paulo, Emendabili recebe em 1962 o título honorário de Cidadão Paulistano, em 1972 o título de Cidadão da Cidade de Águas de Lindóia e de Cidadão da Cidade de São Bernardo do Campo. Em 1973, a coletividade italiana Circolo Italiano entrega a Emendabili o prêmio "Presença Italiana no Brasil", que apenas é conferido a cidadãos brasileiros natos.
Em 1969 a saúde de Galileo Emendabili começa a piorar: com a retirada do Monumento a Ramos de Azevedo da Av. Tiradentes e com seu consequente abandono, o escultor sofre seu primeiro infarto. Para tentar reverter a situação de desleixo em que sua escultura se encontrava, Emendabili entra em confronto público com o prefeito de São Paulo, Paulo Salim Maluf, que inicia um processo para cassar o atelier de Emendabili. Com boa parte da imprensa a seu lado, o escultor consegue espaço em veículos como a Rádio Bandeirantes para lutar contra a perseguição, juntamente com o advogado Otávio Mamede. Por conta de seu estado débil de saúde, ainda em 1969 Emendabili inicia seus trabalhos de desenho e pintura, uma vez que a escultura se provava uma tarefa extenuante.
Após sucessivos infartos, frutos da pressão em cima de Emendabili para que ele deixasse de se pronunciar sobre o abandono do Monumento a Ramos de Azevedo, o escultor ítalo-brasileiro falece no dia 14 de janeiro de 1974, com 76 anos, oferecendo ao Brasil 51 anos de árduo trabalho no campo da escultura, arquitetura, desenhos, pintura, mosaicos, afrescos e cerâmicas. Deixou dois filhos e nove netos.
A última escultura concebida e executada por Galileo Emendabili foi Pietà, que atualmente integra o acervo do MASP.